# Frăsinet (okręg Călărași)
Frăsinet – wieś w Rumunii, w okręgu Călărași, w gminie Frăsinet. W 2011 roku liczyła 409 mieszkańców.